# Palača São João Novo
Palača São João Novo (portugalsko Palácio de São João Novo) je palača/rezidenca v civilni župniji Cedofeita, Santo Ildefonso, Sé, Miragaia, São Nicolau e Vitória, v občini Porto, v istoimenskem portugalskem okrožju.

## Zgodovina
Palačo je leta 1727 zgradil Pedro Costa Lima.
V 19. stoletju je bila palača razširjena proti zahodu.
15. decembra 1945 je bil na pobude etnografa dr. Pedra Vitorina slovesno odprt muzej za hrambo regionalnih artefaktov ter za poustvarjanje in prikazovanje tradicionalnih okolij.
Leta 1984 je požar uničil prostor, kjer so bile pisarne direkcije muzeja.
9. avgusta 1991 je bil muzej z odlokom 278/91 (Diário da República, Série-1A) dan pod nadzor Instituto Português de Museus (Portugalski inštitut za muzeje), vendar je bil leta 1992 Etnološki muzej zaprt za javnost.
Stavba je bila leta 1994 v lasti potomcev Álvara Leite Pereira de Melo Ferreira da Silva Pinto.
Lastnina je bila prenesena v pristojnost Instituto dos Museus e Conservação, I.P. z odlokom 97/2007 z dne 29. marca 2007.

## Arhitektura
Stavbo obdajajo druge stavbe v zgodovinskem središču Porta. Z veliko javnega prostora na severu stoji na rahlem pobočju, ki ga zaseda nekaj teras, povezanih s stopnišči in stezami za pešce v granitu. Zahodni trakt je omejen z delom starega mestnega obzidja. Njegovo glavno pročelje je usmerjeno proti Largo de São João Novo na severozahodu.
Trinadstropna stavba v obliki črke L z največjim pročeljem obrnjenim proti jugu in manjšim traktom proti zahodu, pokritim s streho iz strešnikov. Južno pročelje je simetrično in v pritličju razčlenjeno s sedmimi deli, ki so poravnani v prvem in drugem nadstropju. V zgornjem nadstropju je sedem oken, od katerih jih šest prekrivajo prekinjeni trikotni zatrepi, medtem ko je osrednje veliko višje in obkroženo z valovitimi zatrepi. Pritličje ima troje vrat, sredinska vrata pa nadgrajuje granitni grb. Ozko pročelje manjšega korpusa je obrnjeno na trg z zgornjim in pritličnim nadstropjem proti glavnemu pročelju.

### Notranjost
V glavnem korpusu prevladuje osrednje stopnišče, ki zavzema (skupaj z glavno dvorano) celotno palačo, z dvema vzporednima krakoma, ki povezujeta pritličje z drugim nadstropjem, ter edinstvenim krakom v tretje nadstropje. V vsakem nadstropju stopnišče zagotavlja povezavo do glavnih odvisnosti v njihovih nadstropjih, vključno s tremi velikimi dvoranami.